# Campaña de Apure
La Campaña de Apure fue una campaña militar de la Guerra de Independencia de Venezuela. 

## Hechos
La campaña comenzó por la ofensiva de Morillo al Apure, buscando destruir la importante base de los patriotas. Ante el empuje de Morillo los patriotas se replegaron hacia el río Arauca primero, y después al Orinoco donde se detuvieron en Cunaviche. Los españoles vencieron a los venezolanos en el combate de La Gamarra, pero tras la victoria republicana en Las Queseras del Medio, Morillo tuvo que replegarse siendo perseguido por Bolívar. Morillo se retiró a su base en Calabozo para pasar la época de lluvias.